# Ришар, Жан-Луи
Жан-Луи Ришар (фр. Jean-Louis Richard; 17 мая 1927, XVII округ Парижа — 3 июня 2012[…], XIII округ Парижа) — французский актёр, кинорежиссёр, сценарист. Номинант на премию «Оскар» (1975) за лучший сценарий.

## Биография
Родился 17 мая 1927 года в Париже под именем Жан Морис Ришар. Обучался в Высшей национальной консерватории искусства.
Был женат на актрисе Жанне Моро. В этом браке у пары родился сын Жером (1949-2019).
Известен по роли полковника Мартэна в фильме «Профессионал».

## Избранная фильмография
Актёр
- На последнем дыхании (1960) — журналист
- Битва при Аустерлице (1960) — Александр I
- Последнее метро (1980) — критик Даксиа
- Профессионал (1981) — полковник Мартэн
- Шок (1982) — Мабер
- Жандарм и жандарметки (1982) — Мозг
- Скорей бы воскресенье! (1983) — Луисон
- Вне закона (1983) — Антон
- Любовь Свана (1983) — мсье Вердурэн
- Неизвестный в доме (1992) — прокурор в суде
- Коварство славы (1994) — психиатр
- Отверженные (2000) — Скарпони
- Плохое настроение (2003) — доктор Дрей

Сценарист
- Нежная кожа (1964)
- Мата Хари, агент Х21 (1964)
- 451º по Фаренгейту (1966)
- Невеста была в чёрном (1967)
- Американская ночь (1973)
- Эммануэль (1974)

Режиссёр
- Удачи, Чарли (1962)
- Мата Хари, агент Х21 (1964)
- Тело Дианы (1969)

## Роли в театре
- Театр Монпарнас: Жаворонок (1953)
- Театр дель л’Эвре: Чаттерсон (1958)
- Театр Парижа: Дама с камелиями (1959)
- Комеди де Женев: Дон Жуан (1998)
- Театр Одеон: Дон Жуан (2000)